# Daniele Adani
Daniele Adani (Correggio, 10 juli 1974) is een Italiaans voetballer (verdediger), die sinds 2009 voor het Italiaanse Sammartinese speelt.

## Clubcarrière
Adani startte zijn profcarrière op 18-jarige leeftijd in de Serie B bij Modena FC. In de zomer van 1994 ging Adani naar SS Lazio uit de Serie A, maar daar kwam hij niet aan spelen toe. Al na twee maanden verliet hij Lazio en ging in november 1994 naar Brescia. In 1999 verliet Adani deze club om voor Fiorentina te gaan spelen. Met Fiorentina won hij in 2001 de Coppa Italia. 
In 2002 ging Fiorentina failliet en Adoni trok naar Inter Milaan. In 2004 keerde hij terug naar Brescia, maar na een jaar vertrok hij al en ging naar Ascoli. Daar hield hij het ook maar één jaar vol en ging dan naar Empoli. Hij speelde tot 2008 voor Empoli en stopte toen zijn carrière. In 2009 ging hij opnieuw voetballen voor een klein ploegje, Sammartinese.

## Interlandcarrière
In de periode 2000-2004 speelde Adani vijfmaal voor de Italiaanse nationale ploeg.